# Best of Bruce Springsteen
Best of Bruce Springsteen è  una raccolta del cantautore statunitense Bruce Springsteen, pubblicato dalla Columbia Records nel 2024. La compilation, la prima in otto anni, contiene brani di successo di Springsteen dal 1973 al 2020.

## Storia
Il disco, che nella versione su CD contiene 18 brani, è stato distribuito in diverse versioni, compresa una in vinile venduta da Amazon e una versione per il download digitale di 31 tracce. Contiene un libretto con note redatte dal produttore e saggista Erik Flannigan. La copertina è una foto scattata da Eric Meola durante la sessione fotografica per l'album Born to Run del 1975.

## Tracce

### Versione LP, CD
Testi e musiche di Bruce Springsteen.
1. Growin' Up (da Greetings from Asbury Park, N.J.) – 3:05
2. Rosalita (Come Out Tonight) (da The Wild, the Innocent & the E Street Shuffle) – 7:04
3. Born to Run (da Born to Run) – 4:30
4. Thunder Road (da Born to Run) – 4:49
5. Badlands (da Darkness on the Edge of Town) – 4:01
6. Hungry Heart (da The River) – 3:19
7. Atlantic City (da Nebraska) – 3:57
8. Dancing in the Dark (da Born in the U.S.A.) – 4:01
9. Born in the U.S.A (da Born in the U.S.A.) – 4:41
10. Brilliant Disguise (da Human Touch) – 4:15
11. Human Touch (da Human Touch) – 5:10
12. Streets of Philadelphia (da Philadelphia OST) – 4:14
13. The Ghost of Tom Joad (da The Ghost of Tom Joad) – 4:21
14. Secret Garden (da Greatest Hits) – 4:27
15. The Rising (da The Rising) – 4:47
16. Girls in Their Summer Clothes (da Magic) – 4:19
17. Hello Sunshine (da Western Stars) – 3:55
18. Letter to You (da Letter to You) – 4:55

### Versione download digitale
1. Growin' Up
2. Spirit in the Night
3. Rosalita (Come Out Tonight)
4. 4th of July, Asbury Park (Sandy)
5. Born to Run
6. Tenth Avenue Freeze-Out
7. Thunder Road
8. Badlands
9. Prove It All Night
10. The River
11. Hungry Heart
12. Atlantic City
13. Glory Days
14. Dancing in the Dark
15. Born in the U.S.A.
16. Brilliant Disguise
17. Tougher Than The Rest
18. Human Touch
19. If I Should Fall Behind
20. Living Proof
21. Streets of Philadelphia
22. The Ghost of Tom Joad
23. Secret Garden
24. The Rising
25. Long Time Comin'
26. Girls in Their Summer Clothes
27. The Wrestler
28. We Take Care of Our Own
29. Hello Sunshine
30. Ghosts
31. Letter to You

## Edizioni
- 2024 – Bruce Springsteen, Best of Bruce Springsteen, CD, Columbia Records 19658862462
- 2024 – Bruce Springsteen, Best of Bruce Springsteen, LP (doppio), Columbia Records 19658862451
- 2024 – Bruce Springsteen, Best of Bruce Springsteen, download digitale, Columbia Records, versione con 31 brani